# Thomas Morell
Thomas Morell (Eton, 18 marzo 1703 – Londra, 18 febbraio 1784) è stato un librettista, letterato e tipografo inglese .

## Biografia
Nacque a Eton, Buckinghamshire e studiò al College di Eton ed al King's College, a Cambridge (BA, 1726, MA, il 1730 e DD, 1743).
Era membro della Società degli Antiquari di Londra e nel 1768 fu eletto Fellow of the Royal Society come "Rettore di Buckland in Hertfordshire, autore del Greek Thesaurus pubblicato recentemente, e Membro della Società degli Antiquari di Londra, un Gentleman ben esperto di storia naturale e in ogni ramo della letteratura elegante".
Venne nominato Cappellano di Guarnigione nella caserma di Portsmouth nel 1775.
Morell ha scritto il resoconto più lungo e dettagliato di una collaborazione con Händel che sia arrivato fino a noi.
Morì nel 1784 e fu sepolto a Chiswick, Londra.

## Libretti
È meglio conosciuto come il librettista dei seguenti oratori di Georg Friedrich Händel:
- Judas Maccabaeus (1747).[2]
- Joshua (1747).
- Alexander Balus (1748).[2]
- Teodora (1750).[2]
- The Choice of Hercules (1750). Non è sicuro che Morell sia stato il librettista.
- Jephtha (1752).[2]
- The Triumph of Time and Truth (1757). Morell probabilmente fu il librettista.